# 乌特劳拉
乌特劳拉（Utraula），是印度北方邦Balrampur县的一个城镇。总人口27491（2001年）。

## 人口
该地2001年总人口27491人，其中男性14488人，女性13003人；0—6岁人口4548人，其中男2366人，女2182人；识字率53.82%，其中男性为60.51%，女性为46.38%。